# Therese Sandwall
Therese Sandwall, född Andersson 8 september 1902 i Halmstad, död 3 april 1986 i Örgryte församling, Göteborg, var en svensk direktör. Hon ingick 1932 äktenskap med Sven Sandwall och var mor till Anders Sandwall.
Sandwall genomgick flickskola och avlade sjuksköterskeexamen i Göteborg 1928. Hon var verkställande direktör och delägare i AB Sandwalls ångbryggeri och AB Nya bryggeriet i Borås 1947–1965. Hon var styrelseledamot i AB Sandwalls ångbryggeri, AB Nya bryggeriet och Kinna Bryggeri AB samt i Mariastiftelsen och Svenska Röda Korsets älvsborgsdistrikt (förste vice ordförande).